# Habileté (technique)
Pour les articles homonymes, voir Habileté.
 (mai 2020).

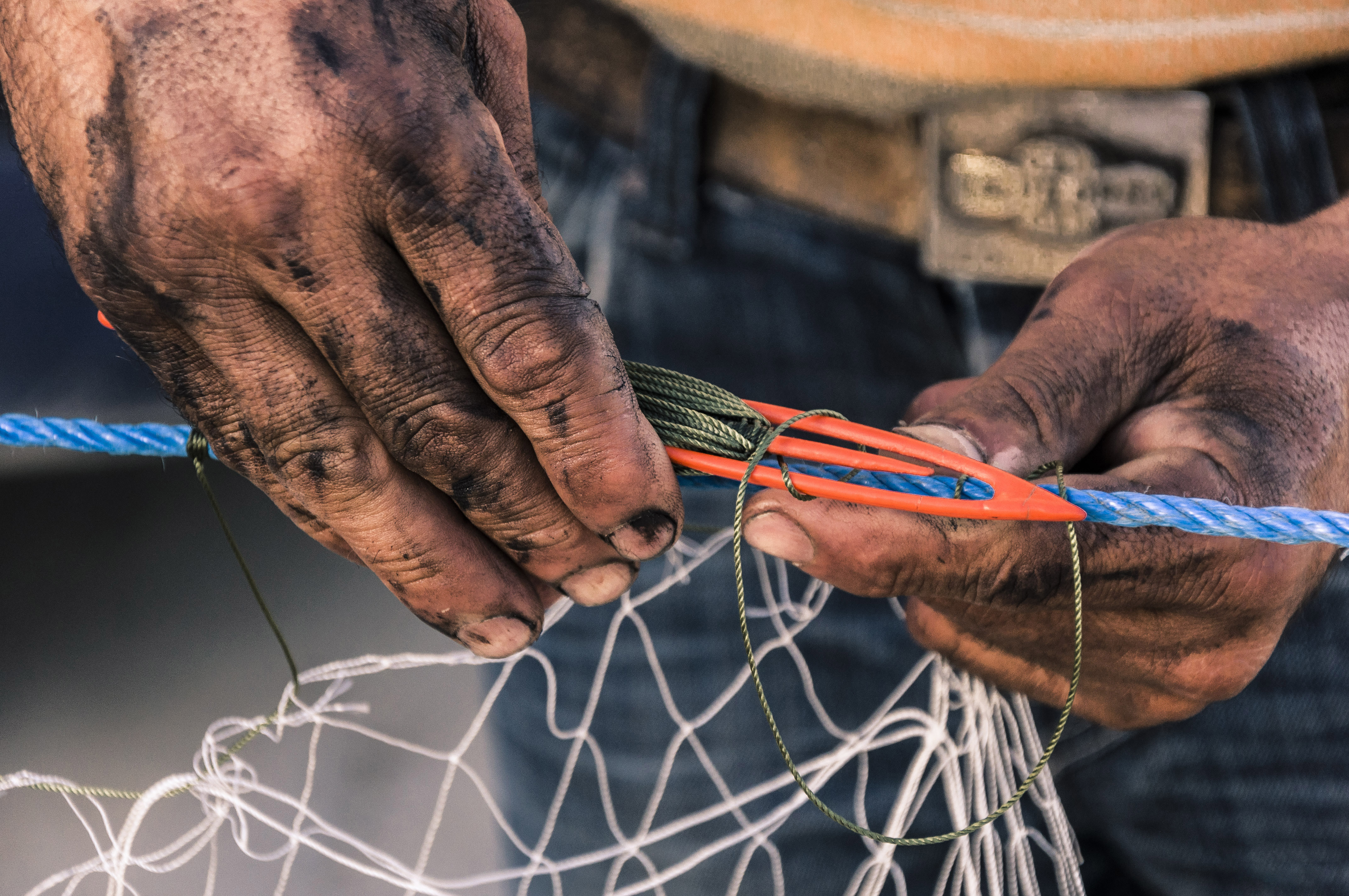
Habileté du fabricant de filets de pêche (Algérie).

L’habileté désigne la capacité à élaborer une réponse efficace et économique pour réaliser un acte, une tâche ou un travail particulier. C’est donc une conduite adaptée, efficace, stable, constante, anticipée, économique… et acquise par l’apprentissage. Elle est de nature : physique, physiologique, mentale, cognitive, etc. 
En d’autres termes, il s’agit d’une ressource développée « à la suite d’un apprentissage dans une tâche précise ou une classe restreinte de tâches », et dans ce second cas, l’habileté pourrait être réutilisable dans des situations proches. L’habileté  est donc une expertise spécifique et se distingue de l’aptitude qui est génétiquement déterminée.
L’habileté ne peut s’assimiler aux comportements observables en tant que tel (« niveau de surface ») car ces derniers ne sont que la manifestation de l’activité du sujet. L’habileté est aussi en arrière-plan de ce qu’on observe (« niveau de profond »).

## Analyse de la notion
Par analogie, elle peut être comparée à la virtuosité du musicien. En quelque sorte, la virtuosité est une habileté particulière dont le sens figuré prend la forme d'une habileté supérieure, dans un art ou un métier, par exemple.
La notion d’habileté est fortement liée à celle de transmission du savoir-faire. L’habileté ne se transmet pas par la seule voie procédurale ni de façon strictement rationalisée. L’acquisition d’une habileté suppose, par l'incorporation de l'expérience de l’acte ou du travail à effectuer, une familiarité intime avec celui-ci.
François Sigaut montre par ailleurs que l'acquisition des habiletés (qui prennent place dans un contexte social particulier) s'accompagne de l'incorporation des valeurs liées au métier ou à l'activité à exercer et, de l'acquisition d'une identité. Ainsi par exemple, le berger apprenti, en même temps qu'il apprend à garder ses brebis, en rapport avec des praticiens expérimentés et dans le cadre des rapports sociaux qui ont cours dans ce milieu, apprend à faire correspondre ses attitudes avec celles qu'on attend d'un berger, il intègre des normes et une identité nouvelle.
Suivant ce processus, l'habileté acquise devient une sorte de savoir-faire imperceptible. Du pianiste, Butler dit : "on dirait qu’il sait ce morceau trop bien pour savoir qu’il le sait, et que les seuls passages qu’il a conscience de savoir sont ceux qu’il ne sait pas aussi bien". Et il n'est pas nécessaire d'être virtuose d'une discipline noble pour faire l'expérience de l'habileté. Ce type d'aptitude est inscrit dans le corps de tout cycliste qui n'a nul besoin d'avoir conscience du lieu de son centre de gravité, de tout automobiliste qui pose des gestes dans un automatisme inconscient.
Certains ergonomes, ethnologues et sociologues du travail ont rapporté la notion de tour de main comme étant une expression vernaculaire de ce que des chercheurs, des techniciens et des tenants de la rationalisation des procédés du travail traduisent par habileté.

## Confusion courante
Ne pas confondre avec la notion d’habilitation qui consiste en la reconnaissance formelle d’une aptitude en même temps qu’elle confère le droit à l’exercice de cette aptitude. (Un docteur en médecine est reconnu comme apte à exercer la médecine et, formellement, possède le droit d'exercer cette discipline, il y est habilité. Il pourrait cependant faire preuve de peu d'habileté dans cet exercice...)

## Exemple en sports de combat
Exemple d’habileté en sport de combat : le contre c’est la capacité à déclencher une action personnelle juste avant le signal de l’offensive adverse ou pendant l’activité adverse. Il s’agit ici d’une habileté d’anticipation* qui se définit par la prédisposition à agir à l’avance et de façon favorable face à un comportement adverse.

### Illustration en sports de combat

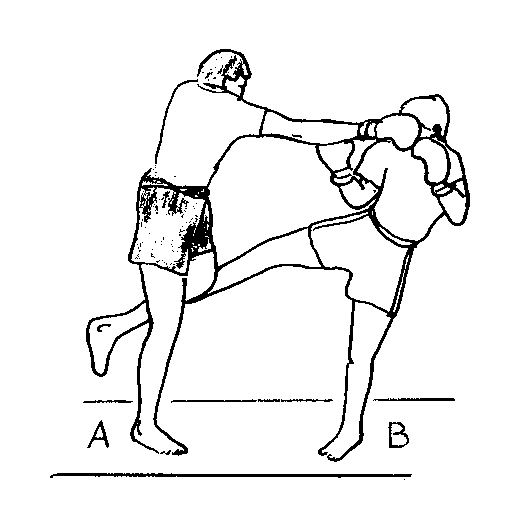
Habileté à contrer l’adversaire en coup de poing direct lors d’une attaque adverse en coup de pied circulaire
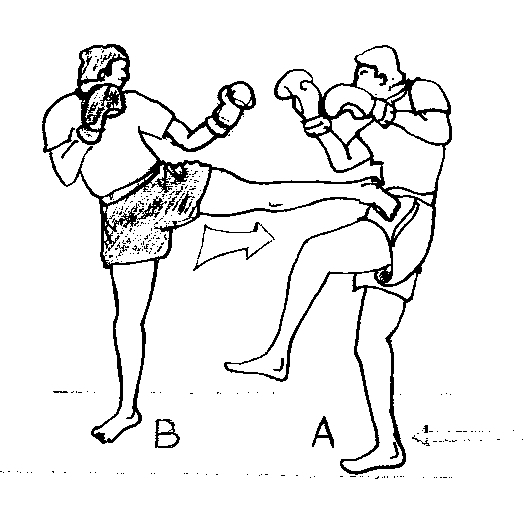
Habileté à porter un coup de pied d'arrêt lors d'un déclenchement d'attaque en coup de pied circulaire